# Justin Bibbs
Justin Michael Bibbs, né le 14 janvier 1996 à Dayton dans l'Ohio, est un joueur américain de basket-ball évoluant au poste d'arrière. Il mesure 1,93 m.

## Biographie
Après ses quatre ans en université avec les Hokies de Virginia Tech, il se présente à la draft 2018 de la NBA mais n'est pas drafté. Il participe alors à la Summer League de Las Vegas avec les Celtics de Boston et rejoint finalement la franchise de G-League affiliée aux Celtics, les Red Claws du Maine.
Le 13 mars 2019, il signe un contrat de 10 jours avec les Clippers de Los Angeles.
Le 21 mars 2019, il signe un second contrat de 10 jours avec les Clippers de Los Angeles. Il n'est pas prolongé à l'issue de son contrat. Il n'aura pas joué la moindre minute sous le maillot de la franchise californienne, étant envoyé la majorité du temps du côté de la NBA G League et des Clippers d'Agua Caliente.
Le 18 mai 2021, il signe pour sa première expérience à l'étranger aux Auckland Huskies dans le championnat néo-zélandais.